# كاميلا (ألبوم)
كاميلا (بالإنجليزية:Camila) هو الألبوم الاستوديو الأول للمغنية الكوبية-الأمريكية وكاتبة الأغاني كاميلا كابيو، تم إصداره في 12 يناير 2018، من قِبل إبك ريكوردز، بدأ العمل على الألبوم في يناير 2017، كان الالبوم في الأصل بعنوان (بالإنجليزية: The Hurting. The Healing. The Loving) (بالعربية: الإيذاء.الشفاء.المحبة)، مع أغنية كاميلا المنفردة الأولى (Crying In The Club) («البكاء في النادي») كالاغنية الرئيسية من الالبوم، لكن إستدلتها كاميلا لاحقًا مع أغنية (Havana) (هافانا) لتكون الأغنية الرئيسية الأولى من الالبوم بسبب النجاح المتزايد للأغنية، و "Crying in the Club" لم تعد جزء من الالبوم أصبحت «هافانا» أغنية نجاحة للغاية، حيث احتلت المخططات في العديد من البلدان بما في ذلك أستراليا والبرازيل وكندا وفرنسا والمملكة المتحدة والولايات المتحدة، ووصلت إلى المراكز العشرة الأولى من بين العديد من البلدان الأخرى، حصل الالبوم على اراء إيجايبية من نقاد الموسيقى، كما انها ترشحت لأفضل ألبوم صوتي في حفل توزيع جوائز الغرامي الحادي والستين.

## الخلفية
حصل «كاميلا» على اراء إيجابية من نقاد الموسيقى، الذين أمدح الكثير منهم على التأثيرات والقصص اللاتينية التي تحتوى على الالبوم، ظهر الألبوم في المرتبة الأولى على بيلبورد 200 في الولايات المتحدة، تم إصدار أغنية (Never be the same) كأغنية فردية في 7 ديسمبر 2017، حيث وصلت إلى أفضل 10 مراتب في مخططات العديد من البلدان، بعد إصدار الالبوم روجت كاميلا للألبوم من خلال جولتها العالمية الأولى (Never Be the Same Tour)، كما انها تم اختيارها شخصيًا مِن قبل المغنية وكاتبة الاغاني الأمريكية تايلور سويفت لتقدم عروض افتتاحية في جولة استاد تايلور سويفت العالمية (Reputation Stadium Tour)، ترشحت كاميلا لأفضل ألبوم صوتي في حفل توزيع جوائز الغرامي الحادي والستين.

## التسجيل وتطوير
بدأ العمل في الألبوم رسميًا في يناير 2017، شُهدت في جلسات التسجيل الأولية أن كاميلا تعمل مع عدد من المنتجين والكاتبين المعروفين بما في ذلك ديبلو وفريل ويليامز، تعاونت كذلك مع أندرو وانسل في أغنية التي لم إيصدارها، قال وانسل عن كاميلا «لم أقلل يومًا من قدرتها وموهبتها في الغناء، لكنني لم أكن أتوقع أن يكون لديها رؤية قوية مثل هذه» وصفت كاميلا ان الألبوم يحكي «قصة رحلتي من الظلام إلى النور، في وقت كنت فيه فقدت نفسي إلى وقت وجدت نفسي فيه مرة أخرى».

## النجاح التجاري
شهد البوم «كاميلا» نجاح تجاري كبير عالميًا حيث ظهرت كاميلا في المرتبة الثانية على قائمة ألبومات المملكة المتحدة، خلف ساوندتراك فيلم أعظم رجل استعراض، مع مبيعات الأسبوع الأول البالغة 2161 الف وحدة.
في الولايات المتحدة، ظهر الالبوم في المرتبة الأولى على قائمة بيلبورد 200 حيث حصلت على مبيعات 119000 وحدة، مع 65000 من مبيعات الألبوم الصافية (بدون تعاونات مع فنانيين آخريين) أصبحت كاميلا أصغر فنانة تتصدر قائمة المخططات منذ شون مينديز في عام 2015، كانت أول فنانة تظهر لأول مرة مع ألبوم كامل في ثلاث سنوات منذ ميغان ترينور، واصبحت أول فنانة يظهر البومها في المرتبة الأولى في بيلبورد 200 منذ أول ألبوم للمغنية أريانا غراندي يورز ترولي، انضمت كاميلا أيضًا إلى قائمة من الفنانات اللاتين حققن ألبومًا منفردًا في المراتب الأولى في المخططات بعد وصولهم لأعلى المراتب مع فرقهم السابقة، إلى جانب جوين ستيفاني (بلا شك)، وبيونسيه وليتويا (عضوات ديستنيز تشايلد السابقات)، ولورين هيل، وباتي لابيل، ستيفي نيكس، ديانا روس وجانيس جوبلين.
تصدرت كاميلا قائمة بيلبورد 200 ، وبيلبورد هوت 100 على التوالي مع أغنية هافانا، وتصدرت مخطط "100 Artist" في نفس الأسبوع، لتكون أول فنانة تقوم بذلك منذ أديل في عام 2015، وهي الأولى بشكل عام منذ المغنٍ كينديرك لامار في مايو 2017.

## روابط خارجية
- كاميلا على موقع ميتاكريتيك (الإنجليزية)
- كاميلا على موقع أول موفي (الإنجليزية)